# Liste des Z 21500
Cette page est une annexe de l'article « Z 21500 ».

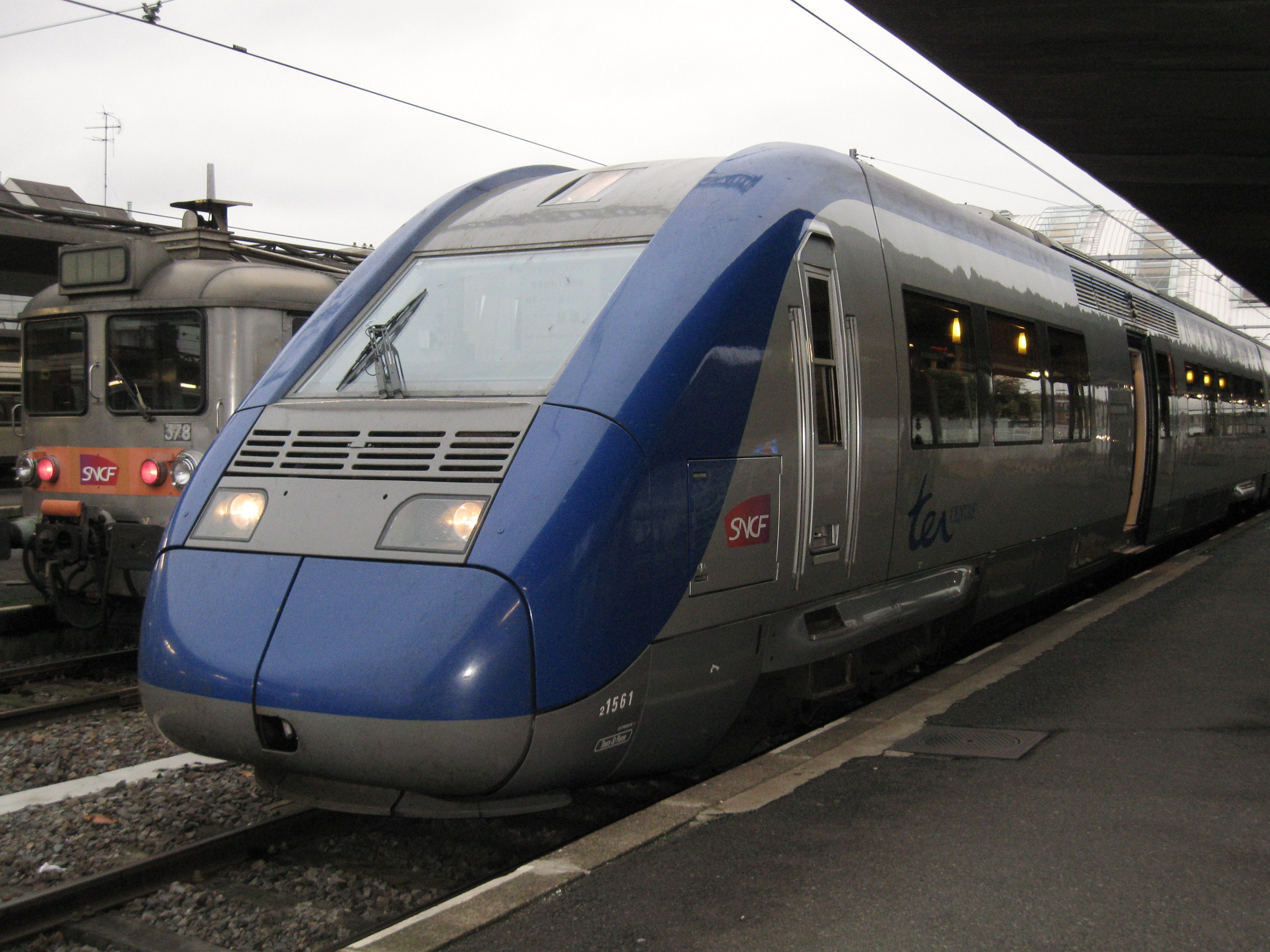
La Z 21519/20 TER Centre-Val de Loire en gare d'Orléans.

Cette liste recense les éléments du parc de Z 21500, nommés Z TER, matériel roulant de la Société nationale des chemins de fer français (SNCF) conçu pour le service TER en France.

## État du matériel

### Z 21500
Les 49 exemplaires de Z 21500 en service au 28 juin 2017 sont gérés par trois Supervisions techniques de flotte (STF) :
- « STF Bretagne » (SBR), avec 19 exemplaires, propriétés de la région Bretagne[1] ;
- « STF Centre-Tours » (SCT), avec 17 exemplaires, propriétés de la région Centre-Val de Loire[2] ;
- « STF Pays de la Loire » (SPL)[3], avec 13 exemplaires, propriétés de la région Pays de la Loire.

| Motrices  | Mise en service    | Radiation              | Livrée               | STF | Baptême (date)                | Région propriétaire |
| --------- | ------------------ | ---------------------- | -------------------- | --- | ----------------------------- | ------------------- |
| 21501/502 | 28 mai 2004        | /                      | Aléop                | SPL | /                             | Pays de la Loire    |
| 21503/504 | 29 janvier 2004    | /                      | Aléop                | SPL | /                             | Pays de la Loire    |
| 21505/506 | 25 août 2003       | /                      | Rémi                 | SCT | /                             | Centre-Val de Loire |
| 21507/508 | 25 août 2003       | /                      | Rémi                 | SCT | /                             | Centre-Val de Loire |
| 21509/510 | 3 novembre 2003    | /                      | Rémi                 | SCT | Pau (2 décembre 2003)         | Centre-Val de Loire |
| 21511/512 | 12 juin 2003       | /                      | Rémi                 | SCT | /                             | Centre-Val de Loire |
| 21513/514 | 1er septembre 2003 | /                      | Rémi                 | SCT | /                             | Centre-Val de Loire |
| 21515/516 | 22 mai 2003        | /                      | Rémi                 | SCT | /                             | Centre-Val de Loire |
| 21517/518 | 12 septembre 2003  | /                      | Rémi                 | SCT | /                             | Centre-Val de Loire |
| 21519/520 | 6 juin 2003        | /                      | Rémi                 | SCT | /                             | Centre-Val de Loire |
| 21521/522 | 26 juin 2003       | /                      | Rémi                 | SCT | /                             | Centre-Val de Loire |
| 21523/524 | 13 juin 2003       | /                      | Rémi                 | SCT | /                             | Centre-Val de Loire |
| 21525/526 | 20 juin 2003       | /                      | Rémi                 | SCT | /                             | Centre-Val de Loire |
| 21527/528 | 11 juillet 2003    | /                      | Rémi                 | SCT | /                             | Centre-Val de Loire |
| 21529/530 | 25 août 2003       | /                      | Rémi                 | SCT | /                             | Centre-Val de Loire |
| 21531/532 | 1er juillet 2003   | /                      | Rémi                 | SCT | /                             | Centre-Val de Loire |
| 21533/534 | 30 novembre 2003   | /                      | TER                  | SCT | /                             | Centre-Val de Loire |
| 21535/536 | 28 juillet 2003    | /                      | BreizhGo             | SBR | /                             | Bretagne            |
| 21537/538 | 1er août 2003      | /                      | BreizhGo             | SBR | /                             | Bretagne            |
| 21539/540 | 29 août 2003       | /                      | Aléop                | SPL | /                             | Pays de la Loire    |
| 21541/542 | 4 septembre 2003   | /                      | BreizhGo             | SBR | /                             | Bretagne            |
| 21543/544 | 2 octobre 2003     | /                      | Aléop                | SPL | /                             | Pays de la Loire    |
| 21545/546 | 24 septembre 2003  | /                      | BreizhGo             | SBR | /                             | Bretagne            |
| 21547/548 | 4 octobre 2003     | /                      | Aléop                | SPL | /                             | Pays de la Loire    |
| 21549/550 | 8 octobre 2003     | /                      | BreizhGo             | SBR | /                             | Bretagne            |
| 21551/552 | 28 octobre 2003    | /                      | BreizhGo             | SBR | /                             | Bretagne            |
| 21553/554 | 29 octobre 2003    | /                      | Aléop                | SPL | /                             | Pays de la Loire    |
| 21555/556 | 10 novembre 2003   | /                      | Aléop                | SPL | /                             | Pays de la Loire    |
| 21557/558 | 25 novembre 2003   | /                      | BreizhGo             | SBR | /                             | Bretagne            |
| 21559/560 | 24 décembre 2003   | /                      | Aléop                | SPL | /                             | Pays de la Loire    |
| 21561/562 | 24 novembre 2003   | /                      | TER                  | SCT | /                             | Centre-Val de Loire |
| 21563/564 | 13 janvier 2004    | /                      | BreizhGo             | SBR | /                             | Bretagne            |
| 21565/566 | 20 février 2004    | /                      | Aléop                | SPL | /                             | Pays de la Loire    |
| 21567/568 | 5 avril 2004       | /                      | TER                  | SCT | /                             | Centre-Val de Loire |
| 21569/570 | 27 février 2004    | /                      | BreizhGo             | SBR | /                             | Bretagne            |
| 21571/572 | 26 mars 2004       | /                      | BreizhGo             | SBR | /                             | Bretagne            |
| 21573/574 | 6 avril 2004       | /                      | Aléop                | SPL | /                             | Pays de la Loire    |
| 21575/576 | 9 avril 2004       | /                      | BreizhGo             | SBR | /                             | Bretagne            |
| 21577/578 | 21 avril 2004      | /                      | Aléop                | SPL | /                             | Pays de la Loire    |
| 21579/580 | 23 avril 2004      | /                      | Aléop                | SPL | /                             | Pays de la Loire    |
| 21581/582 | 27 avril 2004      | /                      | BreizhGo             | SBR | /                             | Bretagne            |
| 21583/584 | 7 mai 2004         | /                      | BreizhGo             | SBR | /                             | Bretagne            |
| 21585/586 | 17 mai 2004        | /                      | Aléop                | SPL | /                             | Pays de la Loire    |
| 21587/588 | 4 juin 2004        | /                      | BreizhGo             | SBR | /                             | Bretagne            |
| 21589/590 | 18 juin 2004       | /                      | BreizhGo             | SBR | /                             | Bretagne            |
| 21591/592 | 16 juin 2004       | transformé Z 21791/92  | TER Pays de la Loire | /   | /                             | /                   |
| 21593/594 | 25 juin 2004       | /                      | BreizhGo             | SBR | /                             | Bretagne            |
| 21595/596 | 30 juin 2004       | transformé Z 21795/96  | TER Pays de la Loire | /   | /                             | /                   |
| 21597/598 | 9 juillet 2004     | transformé Z 21797/98  | TER Pays de la Loire | /   | /                             | /                   |
| 21599/600 | 21 juillet 2004    | /                      | BreizhGo             | SBR | /                             | Bretagne            |
| 21601/602 | 2 août 2004        | transformé Z 21701/02  | TER Pays de la Loire | /   | /                             | /                   |
| 21603/604 | 5 août 2004        | transformé Z 21703/04  | TER Pays de la Loire | /   | /                             | /                   |
| 21605/606 | 13 septembre 2004  | transformé Z 21705/06  | TER Pays de la Loire | /   | /                             | /                   |
| 21607/608 | 17 septembre 2004  | /                      | BreizhGo             | SBR | Bayonne/Baiona (26 mars 2005) | Bretagne            |
| 21609/610 | 8 octobre 2004     | /                      | BreizhGo             | SBR | /                             | Bretagne            |
| 21611/612 | 15 octobre 2004    | transformé Z 21711/712 | TER Pays de la Loire | /   | /                             | /                   |
| 21613/614 | 5 novembre 2004    | transformé Z 21713/714 | TER Pays de la Loire | /   | /                             | /                   |

Les Z 21503/4, 21555/6, 21601/2, 21603/4 et 21605/6 ont été mutés de Tous-Saint-Pierre (qui gérait les engins de Poitou-Charentes) à Rennes (qui gérait les engins de Pays de la Loire) en décembre 2009.

Les Z 21509/10 et 21567/8 ont été mutés de STF Aquitaine à STF Centre-Tours, le 15 septembre 2014.

Les Z 21607/8 et 21609/10 ont été mutés de STF Aquitaine à STF Bretagne, le 1er décembre 2014.

Les Z 21611/2 et 21613/4 ont été mutés de STF Aquitaine à STF Pays de la Loire, le 1er décembre 2014.

### Z 21700
Les huit Z 21700 sont gérés par la « STF Pays de la Loire », et sont la propriété de la région Pays de la Loire. 
| Motrices   | Date de transformation | Motrices d'origine | Radiation | Livrée               | STF | Baptême (Date) | Région propriétaire |
| ---------- | ---------------------- | ------------------ | --------- | -------------------- | --- | -------------- | ------------------- |
| Z 21701/02 | 30 juin 2016           | Z 21601/02         | /         | Aléop (2024)         | SPL | /              | Pays de la Loire    |
| Z 21703/04 | 23 août 2016           | Z 21603/04         | /         | Aléop (2024)         | SPL | /              | Pays de la Loire    |
| Z 21705/06 | 4 janvier 2016         | Z 21605/06         | /         | TER Pays de la Loire | SPL | /              | Pays de la Loire    |
| Z 21711/12 | 6 avril 2016           | Z 21611/12         | /         | Aléop (2024)         | SPL | /              | Pays de la Loire    |
| Z 21713/14 | 4 janvier 2016         | Z 21613/14         | /         | TER Pays de la Loire | SPL | /              | Pays de la Loire    |
| Z 21791/92 | 13 février 2017        | Z 21591/92         | /         | Aléop (2024)         | SPL | /              | Pays de la Loire    |
| Z 21795/96 | 24 novembre 2016       | Z 21595/96         | /         | Aléop (2024)         | SPL | /              | Pays de la Loire    |
| Z 21797/98 | 26 janvier 2017        | Z 21597/98         | /         | Aléop (2024)         | SPL | /              | Pays de la Loire    |